# إل جي أوبتيموس شيس
إل جي أوبتيموس شيس (بالإنجليزية: LG Optimus Chic)‏ هو هاتف ذكي من إل جي أليكترونيكس يعمل بنظام أندرويد، طرح في الأسواق في نوفمبر 2010.

## الخصائص
- نظام التشغيل: أندرويد
- الكاميرا الخلفية: 5 ميجابكسل
- الشاشة: إل سي دي
- المعالج: 600 ميجا هرتز
- الذاكرة: 512 ميجابايت
- التخزين: 512 ميجابايت